# Alfredo J. Anzola
Alfredo J. Anzola (Caracas, 17 de junio de 1946) es un cineasta venezolano, ganador del Premio Nacional de Cine en 1994.

## Biografía

### Primeros años
Hijo de Edgar J. Anzola, pionero del cine en Venezuela, Alfredo Anzola nació en la ciudad de Caracas. Estudió ingeniería mecánica durante dos años y luego se graduó de sociólogo en 1971, en la Universidad Central de Venezuela. Posteriormente, cursó el doctorado en Ciencias Sociales por la misma universidad.

### Carrera cinematográfica
Se inició en el cine con el  cortometraje documental Cómo la desesperación toma el poder (1969) donde utiliza fotos fijas para narrar la ocupación de la Escuela de Sociología de la Universidad Central de Venezuela, así como Santa Teresa (1970), un documental sobre la ocupación basílica caraqueña de Santa Teresa por un grupo de católicos revolucionarios, recibió el Premio del Jurado en el Festival de Oberhausen en 1970.
En 1971 hizo su pasantía en Polonia, con el cineasta Andrzej Wajda, trabajando en su película La boda (1973).
Formó parte de PPCA, la productora cinematográfica de Juan Santana, con la que filmó Se solicita muchacha de buena presencia y motorizado con moto propia (1976), considerada por una encuesta de la Cinemateca Nacional de Venezuela como una de las 50 mejores películas del cine venezolano. Posteriormente fundó su propia productora, Cine Seis Ocho, con la que filmó gran parte de sus largometrajes, así como algunos de Olegario Barrera, como Pequeña revancha (1980), de la cual formó parte como director de fotografía.
Entre sus películas más importantes se encuentran Manuel, que formó parte de la selección oficial del Festival Internacional de Cine de San Sebastián en 1980,y De cómo Anita Camacho quiso levantarse a Marino Méndez (1986), que forma parte de una de las 15 películas consideradas patrimonio cinematográfico de Venezuela por la UNESCO, e incluida en el Programa Memoria del Mundo.
En 1994 obtiene el Premio Nacional de Cine.

## Filmografía
- 1969: Cómo la desesperación toma el poder
- 1969: Santa Teresa
- 1970: La papa
- 1971: La Fiesta de San Juan
- 1973: El hombre invisible
- 1974: (Carlos) Santana
- 1975: El béisbol
- 1976: A medio y de los trabajadores
- 1976: Se solicita muchacha de buena presencia y motorizado con moto propia
- 1979: Manuel
- 1982: Menudo
- 1983: Cóctel de camarones... en el día de la secretaría
- 1986: De cómo Anita Camacho quiso levantarse a Marino Méndez
- 1992: El misterio de los ojos escarlata
- 2002: El mundo de los Onqui Tonqui
- 2005: 1888, el extraordinario viaje de la Santa Isabel
- 2011: Érase una vez un barco
- 2012: Cecilia Bergman Chaves
- 2017: Más vivos que nunca